# Округ Лас Анимас (Колорадо)
Лас Анимас (енгл. Las Animas County) је округ у америчкој савезној држави Колорадо. По попису из 2010. године број становника је 15.507. Седиште округа је град Тринидад.

## Демографија
Према попису становништва из 2010. у округу је живело 15.507 становника, што је 300 (2,0%) становника више него 2000. године.
| Група             | 2000.         | 2010.         |
| Белци             | 8.387 (55,2%) | 8.399 (54,2%) |
| Афроамериканци    | 60 (0,4%)     | 218 (1,4%)    |
| Азијати           | 57 (0,4%)     | 110 (0,7%)    |
| Хиспаноамериканци | 6.304 (41,5%) | 6.446 (41,6%) |
| Укупно            | 15.207        | 15.507        |